# Syzygium palembanicum
Syzygium palembanicum är en myrtenväxtart som beskrevs av Friedrich Anton Wilhelm Miquel. Syzygium palembanicum ingår i släktet Syzygium och familjen myrtenväxter. Inga underarter finns listade i Catalogue of Life.